# HMS Glasgow (C21)
O HMS Glasgow foi um cruzador rápido operado pela Marinha Real Britânica e a terceira embarcação da Classe Town. Sua construção começou em abril de 1935 nos estaleiros da Scotts Shipbuilding and Engineering Company e foi lançado ao mar em junho do ano seguinte, sendo comissionado na frota britânica em setembro de 1937. Era armado com uma bateria principal composta por doze canhões de 152 milímetros montados em quatro torres de artilharia triplas, tinha um deslocamento carregado de onze mil toneladas e alcançava uma velocidade máxima de 32 nós.
O Glasgow teve um serviço em tempos de paz sem grandes incidentes. A Segunda Guerra Mundial começou em 1939 e o navio inicialmente foi usado em patrulhas no Oceano Atlântico, mas em 1940 atuou em operações na Campanha da Noruega. Foi transferido para o Mar Mediterrâneo no final do ano, sendo torpedeado em um ataque aéreo em dezembro e ficando sob reparos até agosto de 1941. Ao voltar ao serviço atuou no Oceano Índico, na escolta de comboios para a União Soviética e em bombardeios durante a Invasão da Normandia, terminando a guerra de volta no Índico.
O cruzador continuou no serviço ativo depois do fim do conflito e o restante de sua carreira transcorreu tranquilamente. Ele primeiro continuou atuando no Índico, sendo então transferido em 1948 para a região do Mar do Caribe. Em 1951 retornou para o Mediterrâneo, onde permaneceu até 1955, quando foi enviado de volta para a casa para atuar na Frota Doméstica. Ele foi tirado do serviço pouco depois em novembro de 1956 e colocado na reserva naval. A Marinha Real descartou o Glasgow em março de 1958 e ele foi enviado alguns meses depois para ser desmontado em Blyth.